# Berliner Bär (voilier)
Le Berliner Bär (Ours de Berlin) est un yawl à coque acier construite en 1965 sous l'ancienne République démocratique allemande. C'est aujourd'hui un voilier du Club de voile de Flakensee (en allemand, Segel-Club-Flakensee e.V. ). 
Son port d'attache actuel est Woltersdorf en Allemagne.

## Histoire
Ce yawl à gréement bermudien a été dessiné par le designer est-allemand Werner Siegel sur un plan réduit du yacht Immer Bereit! (en français, Toujours prêt!) de l'Organisation des pionniers Ernst Thälmann de la RDA. Le bâtiment a été réalisé en 3 ans sur le site même du Club de voile de Flakensee. Il a été lancé le 29 mai 1965 en présence de Johannes Dieckmann, membre du Parti libéral-démocrate d'Allemagne.
Il a effectué une première croisière en Méditerranée avec l'autorisation du Ministère de la Sécurité d'État (Stasi) et du Parti socialiste unifié d'Allemagne. Sa route est passée par la Manche, le Golfe de Gascogne, Gibraltar, pour rejoindre la Mer Adriatique et faire une escale à Split en ex-Yougoslavie pour changer d'équipage. Puis il a visité le port d'Alexandrie (Égypte), les stations de Bari puis Brindisi (Italie et a fait route sur les ports de Beyrouth, Famagouste et Héraklion. Sur la route de retour, il est passé par le Détroit de Messine visitant le Stromboli et Pompéi. Par le Canal du Rhône au Rhin et le Grand canal d'Alsace il a rejoint l'Elbe pour s'arrêter à Rendsburg.
Après ce long périple le Barliner Bär fut utilisé uniquement pour des excursions dans la zone côtière de la RDA. Il a subi une restauration entre 1988 et 1989 juste avant la chute du Mur de Berlin. 
Depuis, voilier de Club de voile de Flakensee, il navigue essentiellement en mer Baltique.